# Capela Tornabuoni

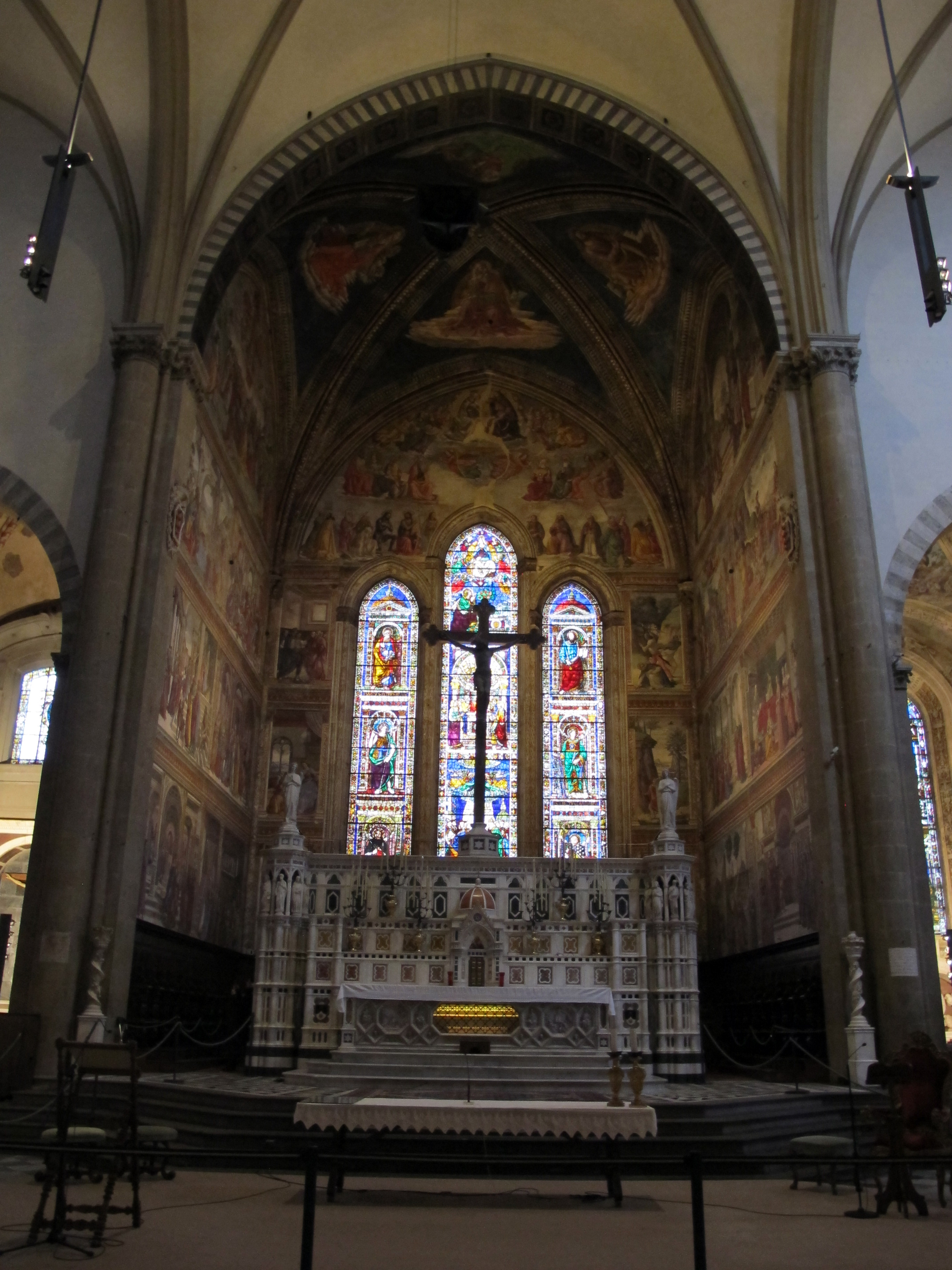
Vista interna da capela.

Capela Tornabuoni (Italiano: Cappella Tornabuoni) é a capela (ou presbitério) principal da Santa Maria Novella, em Florença, Itália. A construção é especialmente notória pelo extenso e bem preservado conjunto de afrescos em suas paredes, um dos mais completos dos edifícios históricos da cidade italiana, criado pelo renascentista Domenico Ghirlandaio entre 1486 e 1490.

## História
A capela principal de Santa Maria Novella recebeu afrescos pela primeira vez em meados do século XIV obra de Andrea Orcagna. Restos desses afrescos mais antigos foram encontrados durante o restauro dos anos 1940s, quando, sobretudo na abóbada, se distinguiram figuras de personagens do Antigo Testamento debaixo de sucessivos afrescos, que foram retirados e estão atualmente expostos no ex-refeitório que faz parte do museu de Santa Maria Novella.
Os Sassetti, uma família de banqueiros ricos ligados aos Medici, haviam adquirido há várias gerações o direito de decorar o altar principal da igreja, enquanto as paredes da capela e o coro eram prerrogativa da família Ricci, mas estes não tinham se recuperado da falência de 1348 e, por isso, os afrescos de Orcagna estavam bastante deteriorados na segunda metade do século XV. Não podendo os Ricci proverem ao seu restauro e manutenção, o direito de patronato sobre o coro foi cedido aos Sassetti. Francesco Sassetti todavia, tendo como santo protetor o homônimo Francisco de Assis, queria mandar fazer um conjunto de afrescos com a história de São Francisco. Pertencendo, entretanto, a igreja aos dominicanos, estes opuseram-se firmemente à ideia de terem a capela principal decorada com cenas de um santo que não era da sua ordem, tendo-lhes sido dada razão, após uma longa disputa legal. E, assim, os Sassetti dirigiram os seus esforços para a Igreja da Santa Trindade, onde Domenico Ghirlandaio elaborou aquela que é considerada a sua obra-prima, os afrescos da Capela Sassetti.
Ghirlandaio, porém, não perdeu o trabalho inicial porque, em 1485, quando ainda não havia acabado a obra em Santa Trindade, Giovanni Tornabuoni encomendou-lhe afrescos para a capela principal de Santa Maria Novella, desta vez com cenas da vida de Maria e de São João Baptista (patrono de "Giovanni" Tornabuoni e da própria cidade de Florença, para ficar bem-visto por todos os conterrâneos), que provavelmente copiavam as precedentes de Orcagna, isto porque os Tornabuoni haviam adquirido o direito ao patronato da capela.
O contrato para a execução da obra foi minucioso, descrevendo as cenas uma por uma, pormenorizando a decoração dos fundos e dos desenhos arquitetônicos, com um amplo recurso a cores dispendiosas como os azuis e os dourados. Nas cenas deviam aparecer figuras, cidades, montes, peixes, rochas, animais, etc. Todos os esboços deveriam ser antecipadamente apreciados por Tornabuoni, que podia fazer alterações vinculativas para o autor..
Ghirlandaio cumpriu a obra monumental nos anos previstos no contrato. Ele, que na época era o mais famoso artista para a classe mercantil florentina, trabalhou nela de 1485 a 1490, como o testemunha a inscrição sobre a cena do Anúncio a Zacarias: AN[NO] MCCCCLXXXX QUO PULCHE[R]RIMA [sic] CIVITAS OPIBUS VICTORIIS ARTIBUS AEDIFICIISQUE NOBILIS COPIA SALUBRITATE PACE PERFRUEBATUR, isto é, "no ano de 1490 no qual a cidade belíssima pelas riquezas, vitórias e atividades, célebre pelos seus monumentos, gozava de abundância, boa saúde, paz"
Teve a ajuda dos artistas da sua oficina da qual faziam parte os seus irmãos Davide e Benedetto, o seu cunhado Sebastiano Mainardi e até o muito jovem Michelangelo Buonarroti, que na época era apenas adolescente, mas cuja mão não é reconhecível com certeza em nenhuma cena. Face à grandeza do empreendimento, muito foi pintado pelos auxiliares, mas ao mestre Domenico coube o desenho de todo o conjunto e a supervisão a fim de que o estilo final resultasse homogêneo.
Até os vitrais foram feitos mediante o seu desenho, sendo o conjunto completado por um magnífico retábulo, representando a Virgem do Leite em Glória com Anjos e Santos, tendo a Ressurreição de Cristo pintada na parte de trás, ladeado por dois painéis com Sta. Catarina de Siena e S. Lourenço. Este retábulo está atualmente dividido entre a Gemäldegalerie, Berlim, e a  Alte Pinakothek, Munique.

### História mais recente

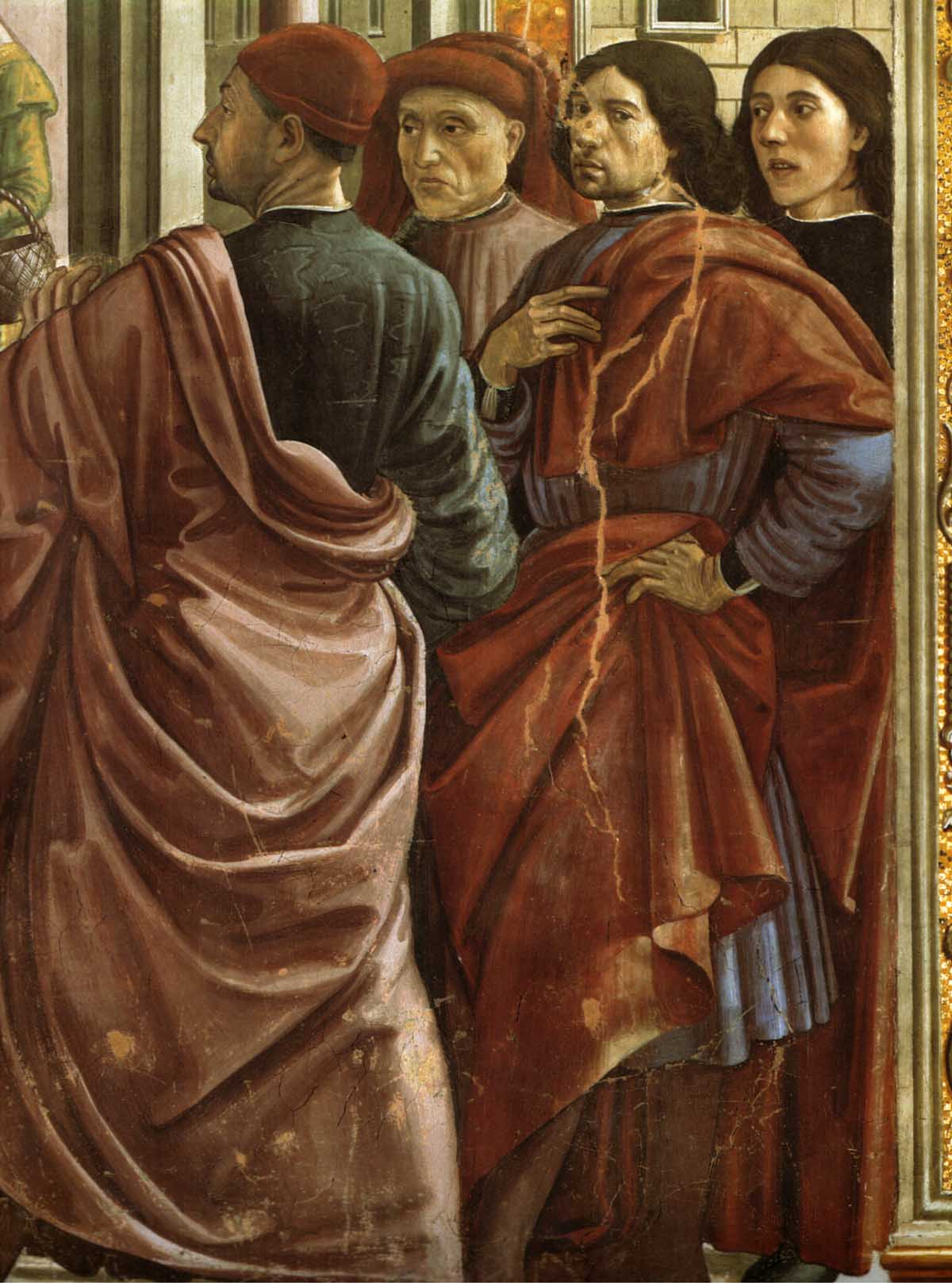
Autorretrato de Ghirlandaio (segundo a contar da direita) e de colaboradores seus na cena da Expulsão de Joaquim do Templo

Os afrescos foram restaurados várias vezes; no século XVIII, neles trabalhou, provavelmente, Agostinho Veracini, que também teve ao seu cuidado os da vizinha Capela dos Espanhóis, antiga Sala do capítulo na mesma Igreja de Santa Maria Novella.
Em 1804 a capela foi restaurada; naquela ocasião perdeu o Retábulo Tornabuoni, que foi parar ao mercado de antiguidades, depois desmembrada e acabou em museus de Berlim e Munique.

## Estrutura do conjunto dos afrescos

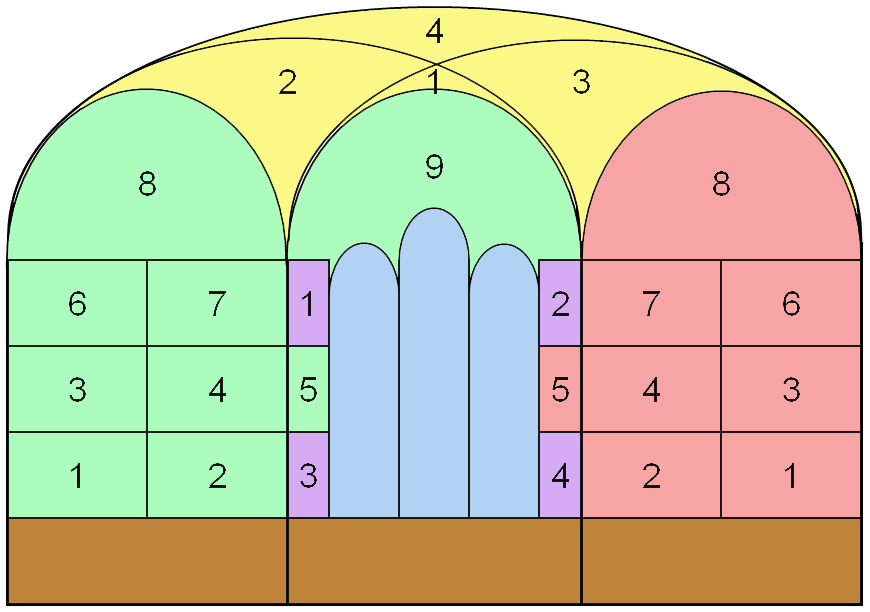
Esquema dos afrescos: a verde a História da Virgem; em encarnado a História de S. João Baptista; em violeta Episódios da vida de Santos dominicanos e de dois patronos; em amarelo a cúpula com os Evangelistas

Os afrescos têm como tema Cenas da vida da Virgem e de São João Baptista, devendo as cenas ser lidas de baixo para cima, direita para a esquerda, num padrão que já naquele tempo tinha algo de "arcaico".
As duas paredes principais, a da direita e a da esquerda, apresentam três linhas de cenas cada uma, por sua vez dividas em duas cenas retangulares, e uma grande luneta no cimo, donde um total de sete cenas em cada parede.
A parede do fundo apresenta uma grande janela duomainelada preenchida com vitrais policromos, realizados em 1492 por Alessandro Agolanti sob desenho do próprio Ghirlandaio e que representam os apóstolos Pedro e Paulo, dois santos especialmente venerados em Florença, João Baptista e Lourenço, seguindo-se dois santos dominicanos,  Domenico di Guzman e Tomás de Aquino, culminando no centro com dois milagres de Maria: o Cordão Sagrado e o Milagre da neve.
Em baixo, entre os vitrais e as paredes laterais, os dois patronos ajoelhados, Giovanni Tornabuoni e sua esposa Francesca Pitti, enquanto que nos dois registos superiores aos lados da janela existem dois pares de cenas menores, encimadas por uma única grande moldura que conclui o conjunto com a Coroação da Virgem.
Na abóboda formada pelas três paredes encontram-se os quatro Evangelistas, que estão sentados com um livro na mão enquanto escrevem ou mostram o seu trabalho (exceto São Marcos que está a afiar a pena com uma faca), ladeado pelos seus símbolos com os quais às vezes interagem.

### Descrição dos afrescos
| Parede da esquerda Na parede da esquerda inicia-se a História de Maria que acaba na luneta da parede do fundo com a Coroação de Maria. Cenas: - 1 verde, Expulsão de Joaquim do Templo por ser estéril - 2 verde, Natividade de Maria - 3 verde, Apresentação ao Templo - 4 verde, Núpcias da Virgem - 6 verde, Natividade de Jesus - 7 verde, Matança dos Inocentes - 8 verde, Morte e Assunção da Virgem (luneta) | Parede da direita Nesta parede da direita tem início a Hitória de São João Baptista, com um ponto de contacto com a História da Virgem na cena da Visitação. - 1 vermelho, Aparição do Anjo a Zacarias - 2 vermelho, Visitação - 3 vermelho, Nascimento do João Baptista - 4 vermelho, Zacarias, que ficou mudo, escreve o nome a dar ao filho - 6 vermelho, Prédica de João Baptista - 7 vermelho, Batismo de Jesus - 8 vermelho, Banquete de Herodes (luneta) |

| Parede do fundo Na parede frontal estão representadas as seguintes cenas: - 9 verde, Coroação da Virgem e Santos (luneta) - 1 violeta, S. Domingos faz a prova dos livros no fogo, - 2 violeta, Martírio de São Pedro - 5 verde, Anunciação - 5 vermelho, São João no deserto - 3 e 4 violeta, Crentes/Patronos (Giovanni Tornabuoni e Francesca Pitti) | Abóboda - 1 amarelo, São João Evangelista - 2 giallo, São Mateus Evangelista - 3 giallo, São Lucas - 4 giallo, São Marcos |

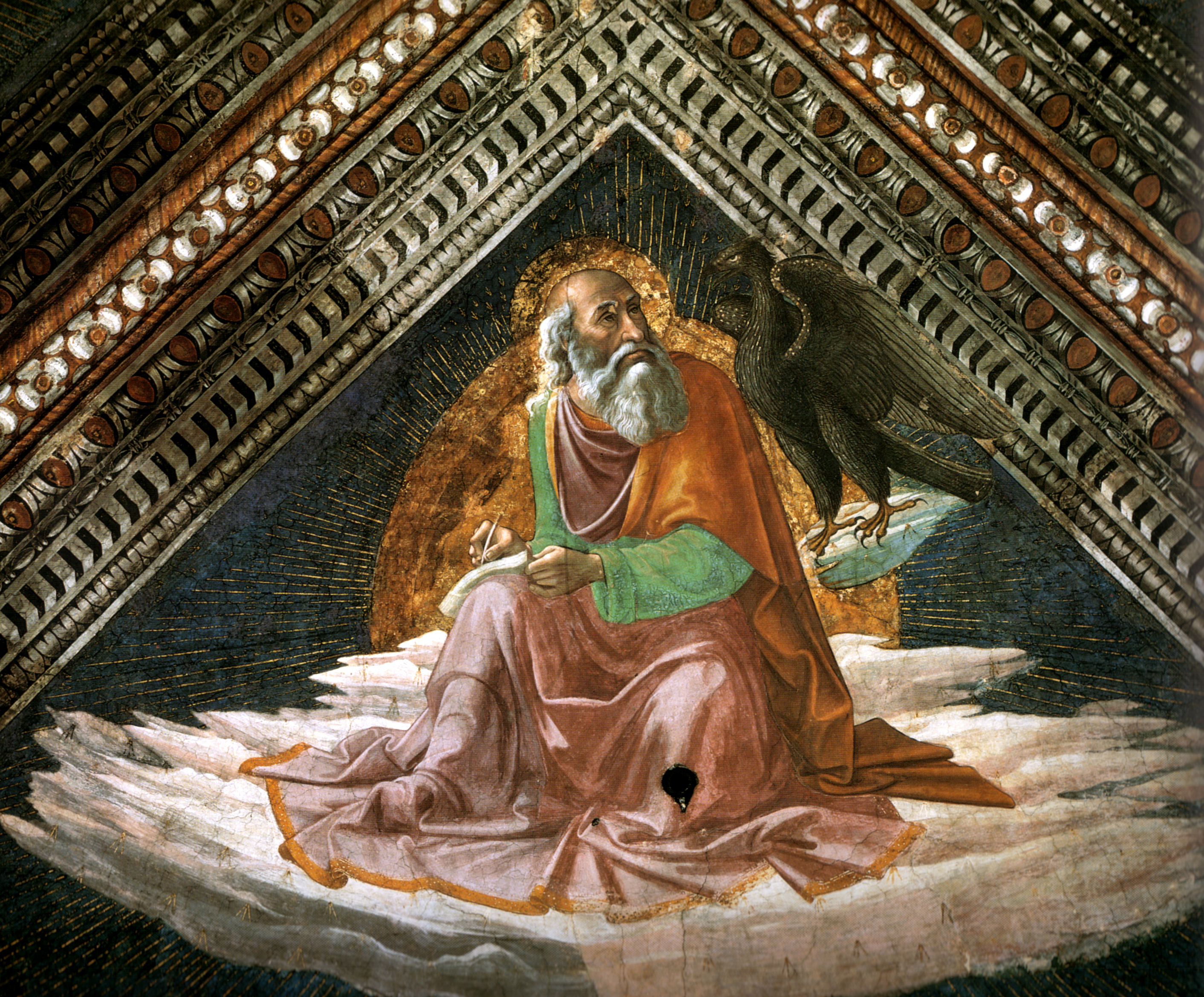
São João
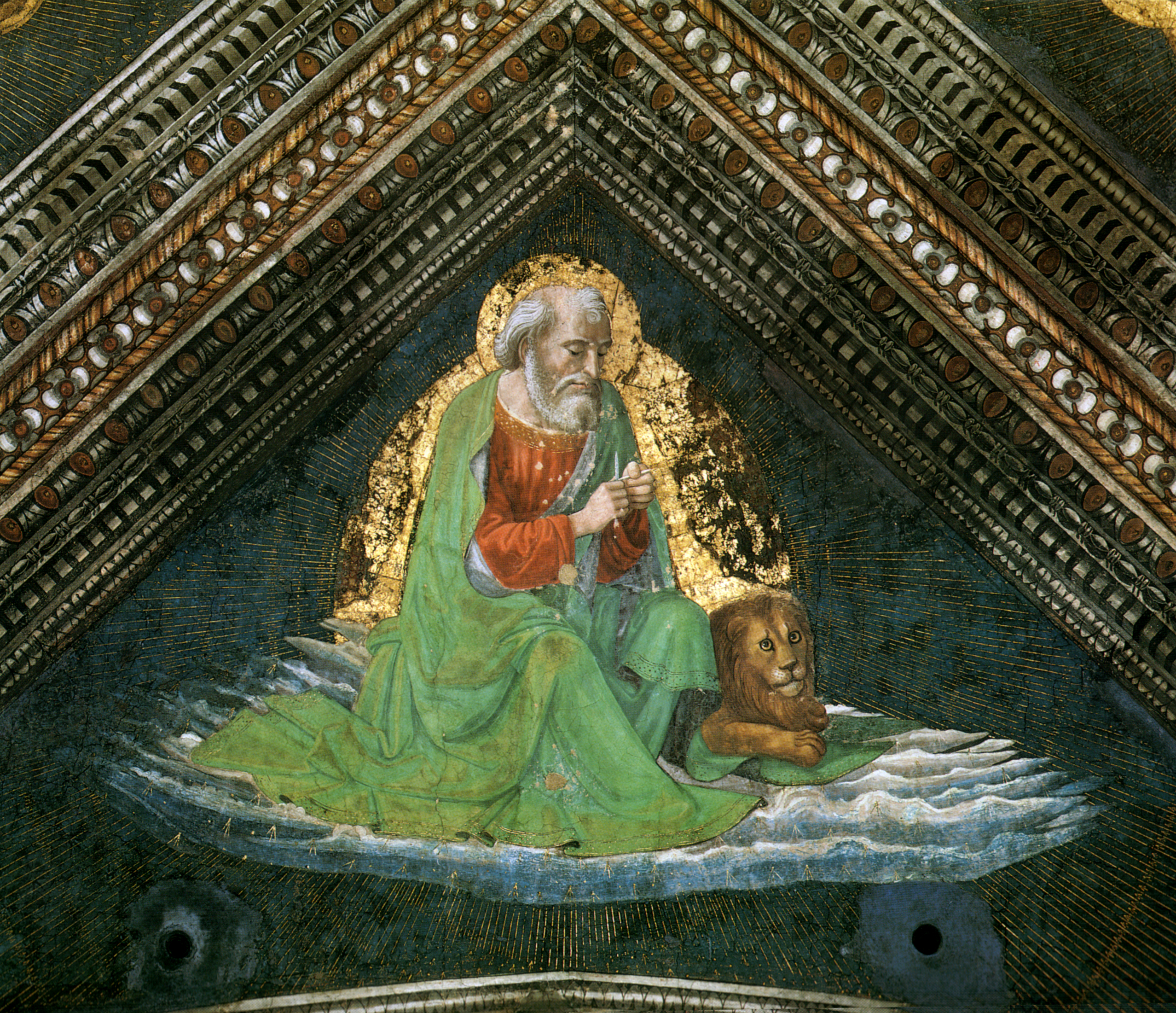
São Marcos
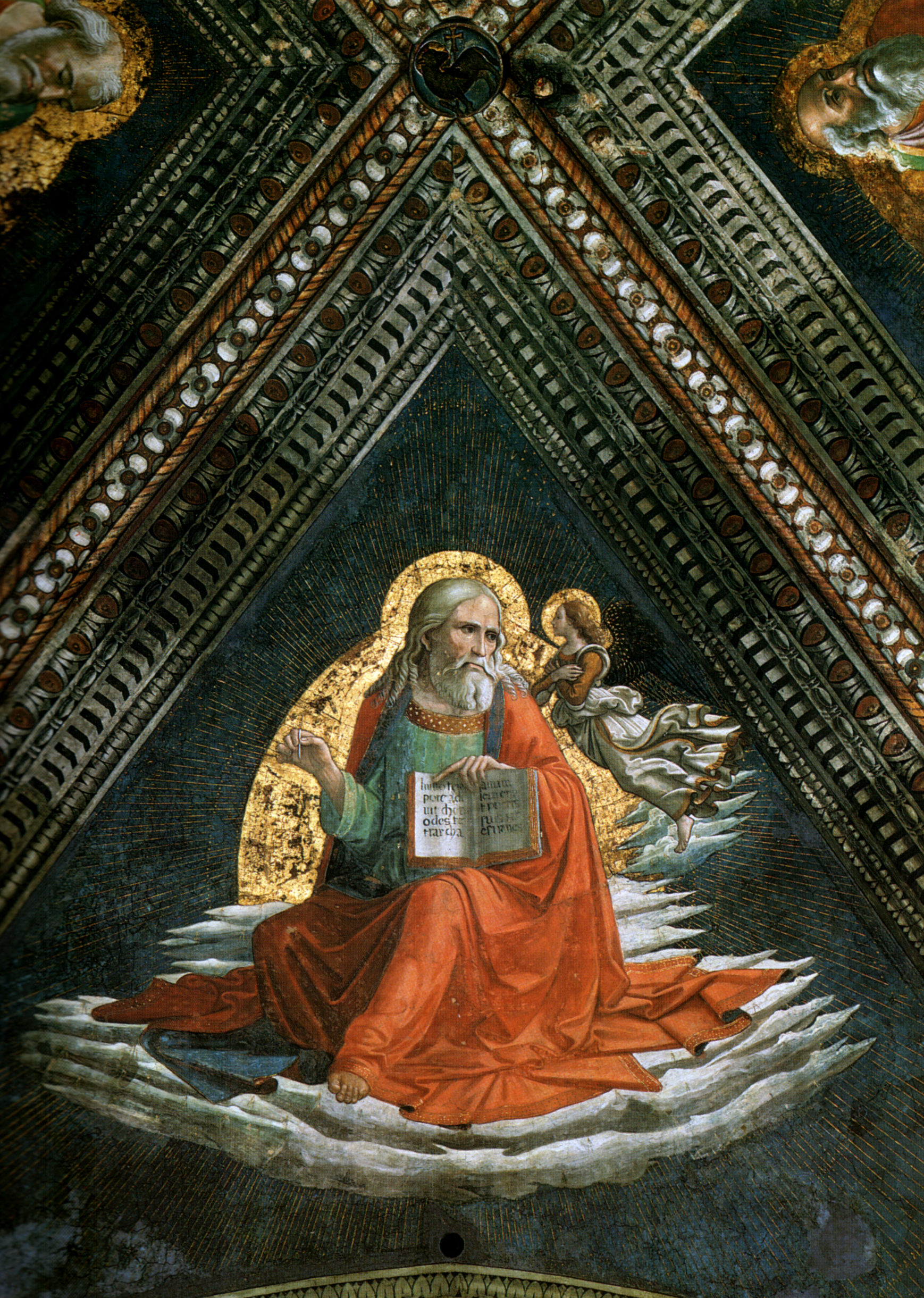
São Mateus
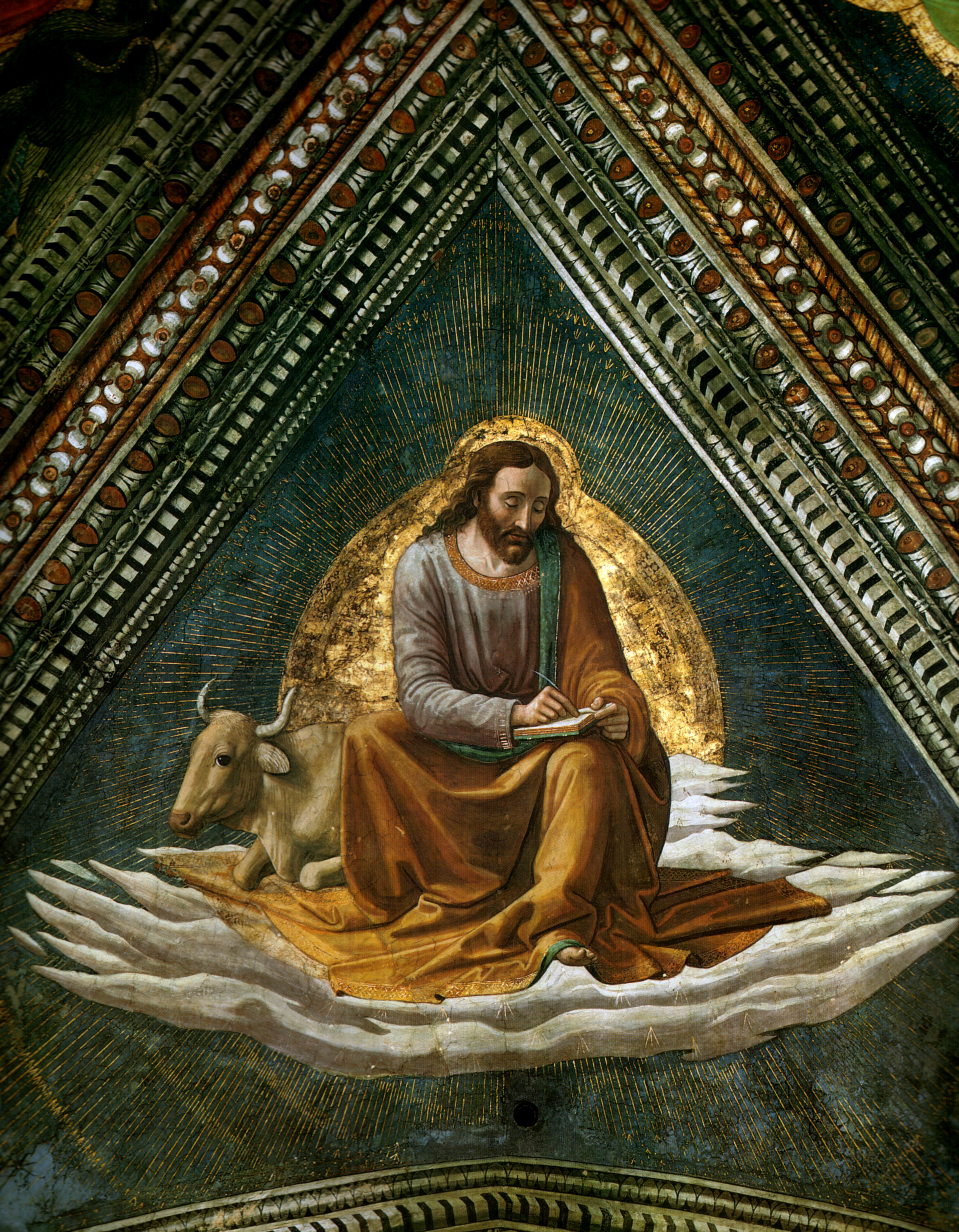
São Lucas